# Bactrocera nigrotibialis
Bactrocera nigrotibialis
 es una especie de insecto díptero que Perkins describió científicamente por primera vez en 1938. Esta especie pertenece al género Bactrocera de la familia Tephritidae. 